# Zespół Meigsa
Zespół Meigsa – triada objawów występująca przy włókniakootoczkowiaku jajnika (nowotwór łagodny), w około 40% przypadków guzów o średnicy pow. 6 cm, w którego skład oprócz guza wchodzą:
- wodobrzusze (łac. ascites)
- płyn w jamie opłucnej (łac. hydrothorax) – przeważnie po stronie prawej
- płyn w osierdziu (łac. hydropericardium)

Objawy znikają po wycięciu guza. Z nieznanych przyczyn, wysięk w jamie opłucnej i puchlina brzuszna występują zazwyczaj po prawej stronie. Zespół został po raz pierwszy opisany przez Meigsa i Cassa w 1937.